# Chamblet
Chamblet är en kommun i departementet Allier i regionen Auvergne-Rhône-Alpes i de centrala delarna av Frankrike. Kommunen ligger  i kantonen Montluçon-Est (4e Canton) som ligger i arrondissementet Montluçon. År 2022 hade Chamblet 1 079 invånare.

## Befolkningsutveckling
Antalet invånare i kommunen Chamblet
Referens: INSEE